# Château Bon
Le château Bon est une folie montpelliéraine de la fin du XVIIe siècle, profondément remaniée entre 1858 et 1862.
Cet édifice est situé rue de Château Bon, dans le parc Font-Colombe du quartier de La Martelle, à Montpellier.

## Historique
En août 1694, Philibert de Bon, premier président à la cour des comptes, aides et finances de Montpellier, commande une résidence de campagne à l'architecte du roi en Languedoc, Augustin-Charles d'Aviler. Selon l'universitaire Robert Ferras, le commanditaire est « la plus prestigieuse personnalité montpelliéraine du temps ».
Philibert de Bon souhaite que sa demeure soit construite sur l'emplacement du « mas de Terrade », domaine agricole qu'il possède à l'ouest de Montpellier.
L'édifice construit entre 1694 et 1700 par d'Aviler, architecte majeur du Languedoc, est, selon certains auteurs, exemplaire de ses apports à l'architecture de la région : par ce château de campagne, d'Aviler introduit à Montpellier « le modèle de la maison de plaisance inspirée par Val, Saint-Cloud ou même Marly ».
Perclus de dettes, Philibert de Bon, devenu entre-temps marquis de Saint-Hilaire, se sépare du château qui porte son nom avant sa mort en 1711.
Le monument passe ensuite en différentes mains jusqu'à être acquis au XIXe siècle par un propriétaire qui transforme résolument son apparence entre 1858 et 1862. Le parc est réaménagé et planté d'essences rares par les paysagistes Denis et Eugène Bühler.

## Description
Les travaux du XIXe siècle n'ayant pas touché au gros-œuvre, l'édifice conserve le plan de masse et l'organisation prévus par Augustin-Charles d'Aviler : un corps de bâtiment central entouré de deux courtes ailes. C'est le principe utilisé dans les autres folies montpelliéraines de même époque — le château de Flaugergues et le château de Bionne — quoi qu’ici inversé, les deux ailes se développant sur cour d'entrée et non sur jardin.
L'aspect extérieur est cependant profondément modifié, rendant le dessin de d'Aviler méconnaissable. La toiture languedocienne à longs pans de tuiles creuses a été remplacée par un toit à la Mansard en ardoises, orné d'encadrements de lucarnes Napoléon III. Les deux échauguettes d'angle, d'emploi similaire à celles utilisées au château de Lavagnac, se sont ornées d'un clocheton. Les façades sont parées d'un décor dans le goût Louis XIII.
Ancien centre d'un domaine agricole comme la plupart des folies montpelliéraines, le château a d'autre part été amputé de son environnement d'origine : les communs sont devenus un ensemble d'habitations et le parc de 5,2 hectares est racheté par la commune de Montpellier fait désormais partie du domaine public.
Selon les annonces de vente, l'intérieur du bâtiment compterait 17 pièces pour une surface totale de 900 m2 sur un important soubassement de pièces voûtées. Le jardin (1,13 ha) présente entre autres des bassins et une « Fontaine de Diane »[réf. nécessaire].